# Конвой №7181
Конвой № 7181 — японський конвой часів Другої світової війни, проведення якого відбувалось у грудні 1943.
Вихідним пунктом конвою був атол Трук у центральній частині Каролінських островів, де до лютого 1944-го була головна база японського ВМФ у Океанії та транспортний хаб, що забезпечував постачання Рабаула (головна передова база в архіпелазі Бісмарка, з якої провадились операції на Соломонових островах та сході Нової Гвінеї) та Східної Мікронезії. Пунктом призначення став інший важливий транспортний хаб Палау на заході Каролінських островів, через який, зокрема, міг відбуватись зв'язок із нафтовидобувними регіонами Індонезії.
До складу конвою увійшов лише один танкер «Кеньо-Мару» (Kenyo Maru), тоді як охорону первісно забезпечував есмінець «Сімакадзе».
Загін вийшов із бази 18 грудня 1943-го. Вранці 21 грудня «Сімакадзе» припинив ескортування «Кенйо-Мару», втім, уже за дві години танкер зустрів інший есмінець «Хаянамі». На підходах до Труку та Палау традиційно діяли американські підводні човни, втім, цього разу перехід пройшов без інцидентів і 22 грудня конвой № 7181 успішно прибув на Палау.
Можливо також відзначити, що невдовзі «Кенйо-Мару» вирушить до нафтовидобувного регіону Борнео у складі конвою № 2516.